# Stanisław Skibiński
Stanisław Skibiński (ur. 3 września 1919 we wsi Stańków k. Chełma, zm. 1 września 1980 w Chełmie) – regionalista chełmski, publicysta, archiwista, muzealnik, „chełmski Długosz”.

## Życiorys
Urodził się w wielodzietnej rodzinie chłopskiej. W Okszowie ukończył pięć klas szkoły powszechnej, naukę kontynuował eksternistycznie w Gimnazjum im. ks. S. Staszica w Lublinie. W r. 1949 zdał maturę w liceum ogólnokształcącym dla pracujących w Chełmie. W 1950 rozpoczął studia na Wydziale Nauk Przyrodniczych (biologia) Uniwersytetu Wrocławskiego, zaliczył 5 semestrów, nie kończąc studiów. Dość wcześnie zaczął pracować zawodowo, m.in. w cegielni „Horodyszcze”. W marcu 1940 został wywieziony na roboty do Niemiec, tam pracował w gospodarstwie rolnym u bauera w Ilsenburgu (góry Harz), skąd w grudniu tego samego roku uciekł. Schwytany przez żandarmów został skierowany do obozów karnych, przebywał też przez pewien czas w więzieniu na Alexanderplatz w Berlinie i w zakładzie karnym w Halle. W kwietniu 1945 roku, po zajęciu miasta Ilsenburg przez aliantów, piastował funkcję członka Prezydium Komitetu Polskiego miasta, od końca maja 1945 przebywał w obozie pod opieką UNRRA w Hanowerze. W połowie września powrócił do Stańkowa i podjął pracę w Nadleśnictwie Chełm jako pracownik kancelaryjny. Z końcem 1949 został oddelegowany na Ziemie Odzyskane. Został zatrudniony jako księgowy i sekretarz w zakładach pracy związanych z przemysłem drzewnym we Wrocławiu, od 1 grudnia 1952 do 31 sierpnia 1953 był zastępcą asystenta na Uniwersytecie Wrocławskim. Do Chełma powrócił w październiku 1953, tam podjął pracę jako referent łowiectwa w Wydziale Rolnictwa i Leśnictwa Prezydium Powiatowej Rady Narodowej w Chełmie. W lipcu 1954 został przeniesiony do Lublina, gdzie pracował na stanowisku wojewódzkiego konserwatora przyrody. W styczniu 1955 przeszedł na własną prośbę do pracy w muzeum chełmskim na stanowisko pracownika oświatowego, asystenta i starszego asystenta. Od lipca 1971 pracował jako archiwista w Powiatowym Archiwum Państwowym w Chełmie, a w 1975 został zatrudniony w Wydziale Budżetowo-Gospodarczym Urzędu Wojewódzkiego w Chełmie, gdzie od podstaw zorganizował archiwum zakładowe.
Obok pracy zawodowej wiele czasu poświęcał pracy społecznej. W latach 1954–1980 był sekretarzem i prezesem Zarządu Oddziału Polskiego Towarzystwa Turystyczno-Krajoznawczego w Chełmie, a również sekretarzem Zarządu Powiatowego, od 1975 r. Zarządu Wojewódzkiego Ligi Ochrony Przyrody w Chełmie. Był współtwórcą (1959) Stowarzyszenia Miłośników Ziemi Chełmskiej, w którym pełnił społeczną funkcję kierownika sekcji historycznej (w latach 1959–1980) oraz jednego z redaktorów jednodniówki „Ziemia Chełmska”.
Uważał się za ucznia Kazimierza Janczykowskiego i jego wzorem wiele czasu spędzał na wycieczkach po Chełmie i pobliskich miejscowościach, zbierając materiały o tematyce etnograficznej, historycznej, archeologicznej, przyrodniczej. Był kontynuatorem dziedzictwa kulturowego Janczykowskiego, które wzbogacił o własne badania i publikacje dokumentujące historię ziemi chełmskiej. Usilnie zabiegał o ochronę siedlisk żółwia błotnego w dolinie Uherki, dokonał odkrycia grobu z wyposażeniem datowanego na XII–XIII wiek (1958 r.) na Kredowej Górze w Chełmie oraz grodzisk i kurhanów w kilku miejscowościach Chełmszczyzny.

## Publikacje
Encyklopedia Chełma (2011) Paweł Kiernikowski podaje liczbę ok. 255 artykułów opublikowanych przez Skibińskiego w różnych czasopismach. Pierwszy z nich ukazał się w roku 1938 w „Kronice Nadbużańskiej”. Według Zbigniewa Lubaszewskiego dorobek Skibińskiego obejmuje ponad 270 publikacji. Jego artykuły o tematyce historycznej, archeologicznej, etnograficznej i przyrodniczej regularnie ukazywały się w prasie regionalnej i ogólnopolskiej (w 28 czasopismach), m.in. w „Ziemi Chełmskiej”, „Kamenie”, Życiu Lubelskim”, „Kurierze Lubelskim”, „Sztandarze Ludu”, „Chrońmy Przyrodę Ojczystą”, „Wszechświecie”, „Wiadomościach Archeologicznych”, „Z Otchłani Wieków”, „Wiadomościach Numizmatycznych”, „Polskiej Sztuce Ludowej”, „Nowej Wsi”, „Słowie Powszechnym”, „Chłopskiej Drodze”, „Głosie Młodzieży Wiejskiej”.
Do najbardziej cennych, a nawet nowatorskich artykułów Stanisława Skibińskiego dotyczących Chełma i ziemi chełmskiej historycy zaliczają m.in. Inwentarz mienia mieszkańców Chełma z XVII i XVIII w. (w: „Studia i Materiały Lubelskie”, 1969), Zabytki architektoniczne powiatu chełmskiego. Materiały z sesji naukowej historyków odbytej w Chełmie 21. VI.1959 r. (Lublin 1961); Kapliczki i świątki powiatu chełmskiego w świetle źródeł archiwalnych („Polska Sztuka Ludowa”, 1967). Jest autorem jednego z pierwszych powojennych przewodników o Chełmie, który został wydany przez Komisję Krajoznawczą Zarządu Okręgu PTTK w Lublinie w 1959 r. W swoich publikacjach dokumentował też nieznane wcześniej związki wybitnych Polaków z Chełmem i ziemią chełmską, np.: Jak M. Rej zakładał wieś Sawczyn (1963), Chełmska kwatera Oskara Kolberga (1971). Z.W. Okoń za niezwykle cenny uznaje artykuł Skibińskiego z 1965 r. Rodowód Zofii Rejowej (żony Mikołaja Reja) jako ważny przyczynek do poznania związków ojca literatury polskiej z historyczną Ziemią Chełmską. W kręgu zainteresowań Skibińskiego była też poezja, choć traktował ją raczej jako hobby.

## Odznaczenia
Srebrny i Złoty Krzyż Zasługi, Medal Manifestu Lipcowego, Odznaki: „Złota za Opiekę nad Zabytkami”, Honorowa „Za Zasługi dla Archiwistyki”, Srebrna i Złota Honorowa PTTK, Złota Honorowa Ligi Ochrony Przyrody, Zasłużony Archiwista i.in. W uznaniu zasług Skibińskiego dla Chełma jedną z ulic miasta na osiedlu Cementownia (w pobliżu ulicy Mikołaja Reja) nazwano jego imieniem.
Longin Jan Okoń opisuje działalność Skibińskiego następująco:

Stanisław Skibiński był wybitnym regionalistą i badaczem ziemi chełmskiej. Obok Wiktora Ambroziewicza i Kazimierza Janczykowskiego był trzecim fundamentalnym filarem chełmskiego Muzeum. Zbierał, a często za własne pieniądze kupował eksponaty; wędrował po całym regionie w ich poszukiwaniu. Posiadał pokaźne zbiory publikacji, dokumentów i wypisów archiwalnych omawiających różne dziedziny wiedzy o ziemi chełmskiej. Dzięki własnym studiom, poszukiwaniom i badaniom posiadał olbrzymią wiedzę o regionie. Często nazywano go „Chełmskim Długoszem”.